# Bryopolia fuscior
Bryopolia fuscior là một loài bướm đêm trong họ Noctuidae.